# حسینه آقا محمدعلی
حسینه آقا محمد علی مربوط به دوره قاجار است و در بیرجند، خیابان مطهری ۹، پلاک ۱۳ واقع شده و این اثر در تاریخ ۱۱ مرداد ۱۳۸۴ با شمارهٔ ثبت ۱۲۵۷۰ به‌عنوان یکی از آثار ملی ایران به ثبت رسیده است.